# Корфес, Отто
Отто Корфес (нем. Otto Korfes, 23 ноября 1889 года, Венцен, округ Гандерсхайм, Брауншвейг — 24 августа 1964 года, Потсдам, Бранденбург) — немецкий военачальник, офицер вермахта, генерал-майор (1943 год), военный и политический деятель ГДР, генерал-майор (1952 год).

## Биография

### Детство, отрочество. Начало службы
Из семьи пастора. Был пятым ребёнком в семье Отто Корфеса и его жены Эмилии, урождённой Фридрих. В 1901 году, когда Отто было 12 лет, семья переехала в Каттенштедт в Гарце. В 1901—1909 годах он учился в гимназии и 16 марта 1909 года, по её окончании, получил аттестат зрелости.
В мае того же года Корфес поступил в 66-й пехотный полк (3-й Магдебургский). В октябре ему было присвоено звание фенриха, а 22 августа 1910 года он стал лейтенантом. В августе 1914 года, когда началась Первая мировая война, он был направлен на Западный фронт и уже 17 сентября получил Железный крест 2-го класса.
В начале 1915 года ему было присвоено очередное звание обер-лейтенанта. Весной 1916 года Корфес был награждён Железным крестом 1-го класса. В конце 1917 года ему было присвоено звание капитана. В июле 1918 года, незадолго до окончания войны, он получил тяжёлое ранение и до января 1919 года находился в госпитале.

### Мирная жизнь в Веймарской республике
В июле 1919 года его пригласили на работу в Германский Союз Офицеров в Берлине, а осенью он поступил на философский факультет Берлинского университета Фридриха-Вильгельма. Одновременно, с начала 1920 года он начинает работать в Центральном отделе рейхсархива. 9 июня 1923 года ему была присуждена степень доктора общественно-политических наук. В том же году он был принят на работу в военно-исторический отдел рейхсархива под руководством генерала Ганса фон Хефтена.
С этого времени он начинает выступать с лекциями, печатаются его публикации. В декабре того же года он стал членом Союза Фронтовиков «Стальной Шлем», руководителем которого являлся его прежний сослуживец Франц Зельдте. 26 октября 1929 года он женился (в июле 1929 года произошла помолвка) на Гудрунн Мерц фон Квирнхайм, дочери президента рейхсархива Германа Мерца фон Квирнхайма.
В 1933 году у них родилась дочь Зигрид. 1 октября 1937 года Корфес оставил работу в Райхсархиве (в последнее время он работал в чине обер-регирунгсрата, то есть старшего правительственного советника, в Военно-Историческом Исследовательском Институте в Потсдаме (нем. Kriegsgeschichtlichen Forschungsanstalt des Heeres in Potsdam) и снова поступил на службу в армию.

### Вторая мировая война. Сдача в плен под Сталинградом
Осенью 1937 года он был восстановлен в звании майор и получил назначение в 66-й пехотный полк в Магдебурге. 1 февраля 1938 года ему было присвоено звание подполковника. Осенью 1938 года он участвовал в качестве командира батальона 66-го пехотного полка в оккупации Судетской области. Вскоре Корфес стал командиром 66-го полка.
В феврале 1940 года он был назначен командиром 518-го пехотного полка. В этой должности участвовал в разгроме Франции. 22 июня 1941 года полк в составе 295-й пехотной дивизии (17-я армия) участвовал в нападении на Советский Союз. Дивизия с боями продвигалась через Умань, Полтаву, Артёмовск и Россошь на восток. В августе 1942 года 295-я пехотная дивизия (а вместе с ней и полк Корфеса) была передана в 6-ю армию, наступающую на Сталинград. В составе 51-го армейского корпуса дивизия в сентябре участвовала в боях за Мамаев курган, а в октябре — за сталелитейный завод «Красный Октябрь» и химическую фабрику «Лазурь».
16 ноября 1942 года, за несколько дней до того как началось наступление советской армии, Корфес был назначен исполняющим обязанности командира 295-й пехотной дивизии. 1 января 1943 года ему было присвоено звание генерал-майора и он официально был утверждён в должности командира дивизии, а 22 января того же года Корфес был награждён Рыцарским крестом. Но никакие звания и награды не могли изменить ситуацию, которая сложилась в Сталинградском котле в начале 1943 года. В конце января 6-я армия перестала существовать. 31 января 1943 года Корфес в парадной форме и при всех орденах сдался в плен.

### В плену
В феврале 1943 года, через несколько дней после пленения, Корфеса и других генералов перевезли и разместили в лагере для военнопленных в подмосковном Красногорске. В апреле 1943 года Корфес вместе с остальными был переведён в лагерь для военнопленных в Войково. В июле 1943 года генералов снова перевезли в новый лагерь для военнопленных в Войково. 19 августа Корфес вместе с Зейдлиц-Курцбахом и Латтманом были переведены из Войкова в центр переподготовки в Жуково.
11-12 сентября 1943 года Корфес участвовал в создании Союза Германских Офицеров в Лунёво и стал членом президиума новой организации. 14-15 сентября 1943 года произошло объединение Союза Германских Офицеров и Национального Комитета «Свободная Германия». С сентября 1943 года по ноябрь 1945 года Корфес занимался преимущественно публицистической деятельностью в газете «Свободная Германия» и участвовал в передачах на радиостанции, носящей то же название.
20 июля 1944 года группа немецких офицеров предприняла попытку покушения на Гитлера, которая закончилась неудачей. Одним из этих офицеров был брат жены Корфеса Альбрехт Мерц фон Квирнхайм, расстрелянный сразу же после провала заговора. Другой родственник Корфеса, муж старшей сестры его жены, Вильгельм Дикман, также причастный к заговору, после зверских допросов Гестапо был расстрелян в Моабитской тюрьме 13 сентября 1944 года. После того как в Германии была получена информация о том, что Корфес активно сотрудничает с русскими, против его семьи были начаты репрессии.

### На службе ГДР
13 сентября 1948 года Корфес вернулся в Советскую оккупационную зону Германии. Вскоре после своего возвращения, 16 октября 1948 года, он был назначен руководителем Центрального архива в Советской зоне оккупации Германии в Потсдаме, созданного 1 июня 1946 года.
В ноябре того же года он вступил в Национал-демократическую партию Германии. В 1949 году Корфес стал членом президиума НДПГ. В 1950—1952 годах Корфес руководил Институтом Архивоведения в Потсдаме. 1 октября 1952 года он в чине генерал-майора был призван на службу в Казарменную Народную Полицию на должность руководителя Исторического отдела (нем. Leiter der Historischen Abteilung).
В 1950-е годы Корфес занимается разнообразной деятельностью: он член Национального Совета Национального Фронта ГДР, исторической секции Академии наук, учёного совета Музея Германской Истории. В 1958—1964 годах он также являлся председателем Сообщества Бывших Офицеров (нем. Arbeitsgemeinschaft ehemaliger Offiziere). 31 марта 1956 года Корфес вышел на пенсию. 29 ноября 1959 года, в свой 70-летний юбилей, Корфес был награждён орденом За Заслуги перед Отечеством в серебре. 24 августа 1964 года, на 75-м году жизни, он умер в Потсдаме.
В 1994 году в свет вышла биография Корфеса, написанная его дочерью Зигрид Вегнер-Корфес «Веймар-Сталинград-Берлин».

## Воинские звания
- Фенрих — 18 октября 1909 года;
- Лейтенант — 22 августа 1910 года;
- Обер-лейтенант — 25 февраля 1915 года;
- Капитан — 18 декабря 1917 года;
- Майор резерва — 1 июня 1935 года;
- Майор — 1 октября 1937 года;
- Подполковник — 1 февраля 1938 года;
- Полковник — 1 января 1941 года;
- Генерал-майор — 1 января 1943 года;
- Генерал-майор (ННА) — 1 октября 1952 года.

## Награды
- Железный крест 2-го класса;
- Железный крест 1-го класса;
- Пряжка к Железному кресту 1-го класса;
- Пряжка к Железному кресту 2-го класса;
- Рыцарский крест Железного креста — 22 января 1943 года;
- Немецкий крест в золоте — 11 января 1942 года;
- Орден Заслуг перед Отечеством в серебре (ГДР) — 23 ноября 1959 года.